# ターター・システム

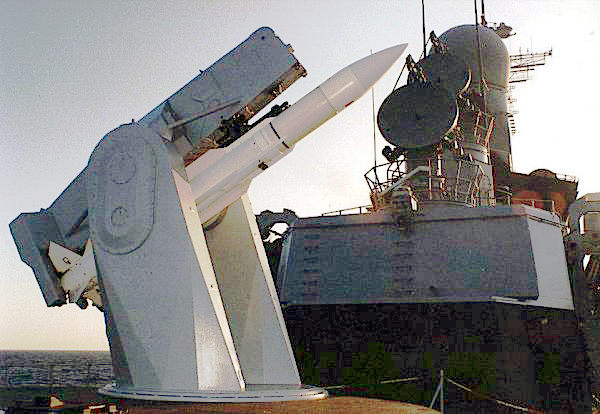
フランス海軍のミサイル駆逐艦「カサール」艦上のターターおよびMk 13発射機。後方にはDRBJ-11B三次元レーダーとAN/SPG-51イルミネーターがシルエットになっている。

ターター・システム（Tartar System）は、アメリカ合衆国製の中距離艦対空ミサイル・システムで、単にターター（Tartar）と呼ばれることもある。当初、RIM-24ターターを使用するシステムであったためにこの名があり、ミサイルがターターからRIM-66スタンダードに変更された後も、引き続きターターの名称を冠して呼称される。

## 来歴
RIM-24ターターの実用化直後、ターター・システムは、ミサイル本体とその発射機 (GMLS: Guided Missile Launching System)、ターターの射撃管制システム (FCS: Fire Control System)と武器管制システム (WDS: Weapons Direction System)といったサブシステムからなる、単なる対空ミサイル・システムであった。これらはいずれもアナログ式のコンピューターシステムを有しており、3Tファミリーに概して言えることだが、信頼性に限界があった。
これを更新するため開発されていたタイフォン・システムの頓挫を受け、1964年より先進水上ミサイル・システム（ASMS）計画が開始された。しかし、これは極めて野心的な計画であり、その技術の成熟を待つ意味でも、実用化には長い時間を要することが容易に予想された。
このことから、漸進的な性能向上を狙って、1965年より開発開始されたのがターター-D・システムである。これは、既に運用中の (アナログ技術による) 3Tシステムのコンセプトを踏襲しつつ、デジタル技術を導入するとともに、システム・エンジニアリング的なアプローチによって、海軍戦術情報システムとともに統合された武器システムを構築するものであった。これによって、ターター・システムは、各種センサーからの入力と戦術情報処理機能、武器管制機能と射撃管制機能を統合してシステム化した統合武器システムとなることになった。なお、ASMSは1969年にイージス計画と改称したのち、実際の搭載艦は1983年より就役を開始している。
当初の予想とは異なり、ターター-Dの開発は難航した。その原因は、
1. スタンダード・ミサイル1型を除き、主要なサブシステムが全て新規開発であった
2. 統合システムの意義、および各サブシステムの連接に関する理解が不足していた

といった点にあった。この結果、ターター-Dの初の搭載艦であるカリフォルニア級原子力ミサイル巡洋艦は就役が計画より1年7ヶ月も遅れるという失態を招いた。しかし、ターター-D・システムは、イージスシステムの登場までの間まで艦隊防空を支えるとともに、統合された対空ミサイル・システムの開発・配備という経験を提供し、イージス・システムの実用化に向けて貴重な教訓となった。
ターター・システムを採用した日本の海上自衛隊においても、1976年に就役したたちかぜ型護衛艦よりターター-D・システムに切り替えられている。また、日本初のターター・システム搭載艦である「あまつかぜ」のシステムも、1982年にはデジタル化された。その後、1993年に就役したこんごう型護衛艦より、海上自衛隊はイージス・システムの運用を開始した。

## 構成
ターター・システムは多くの国で長期に渡って運用されているため、その構成は多彩である。元自衛艦隊司令官である香田洋二海将は下記のように定義している。
- 主要なサブシステム
  - 3次元レーダー
  - 武器管制システム（WDS）
  - ミサイル射撃指揮システム（GMFCS）
  - 誘導ミサイル発射システム (GMLS; いわゆるミサイル・ランチャー)
  - 艦対空ミサイル（SAM）
- 連接される各種システム
  - 2次元対空捜索レーダー
  - テレメーター装置
  - 戦術情報処理装置

### 三次元レーダー

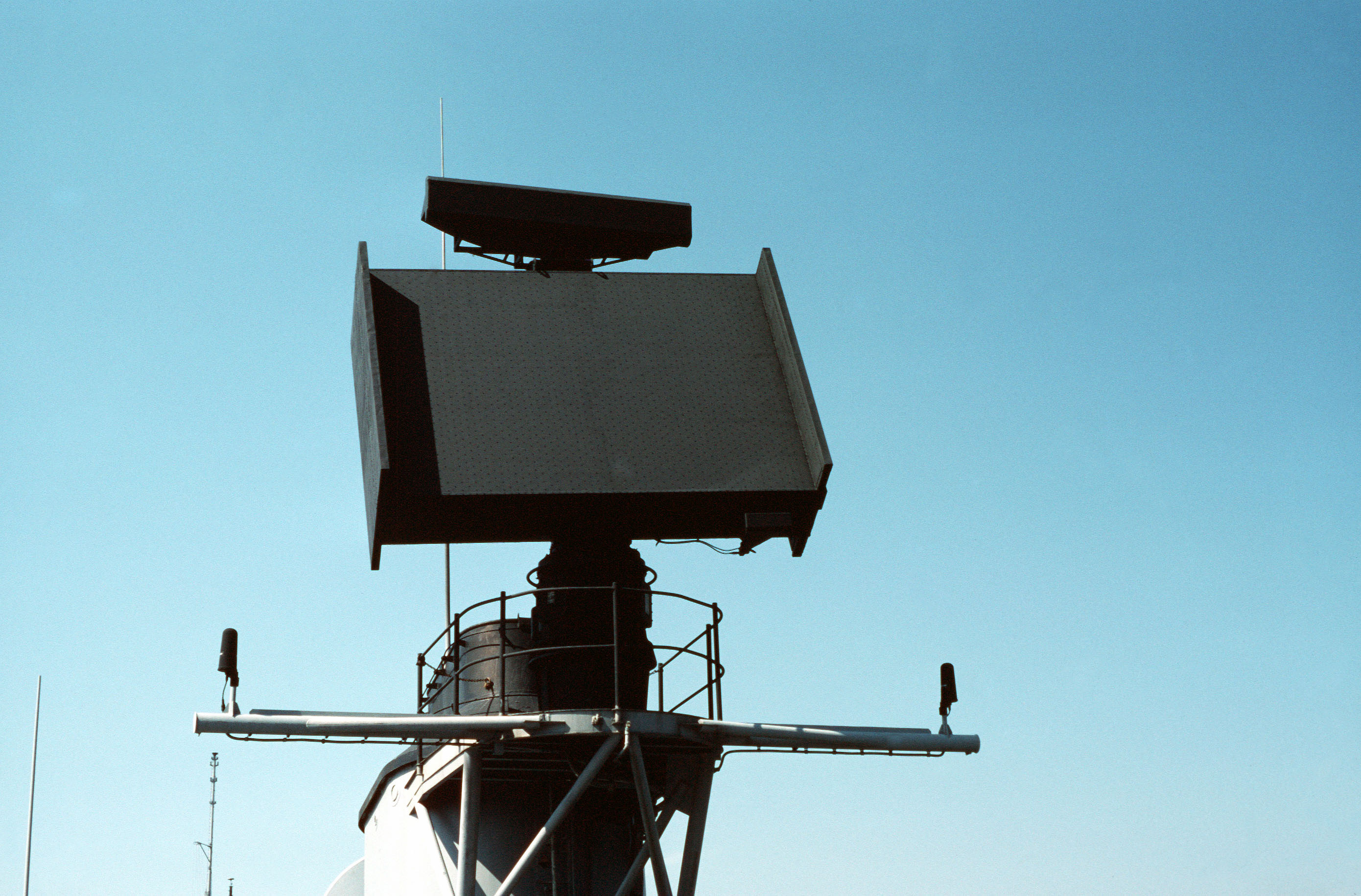
アダムズ級ミサイル駆逐艦搭載のAN/SPS-52三次元レーダー

三次元対空捜索レーダーは、目標の捜索を行い、射撃指揮装置に射撃諸元を伝達するもので、ターター・システム搭載の防空艦において主要なセンサーとなる。アメリカ海軍のチャールズ・F・アダムズ級ミサイル駆逐艦や海上自衛隊の「あまつかぜ」など、もっとも初期の就役艦では、パラボラアンテナを使用するAN/SPS-39が使用されていた。
その後、改良型のAN/SPS-42を経て、プレーン・アンテナのAN/SPS-52に発展した。また、ターター・システムはもともと駆逐艦への搭載のために開発されたものではあるが、高性能ゆえに、のちには巡洋艦にも搭載された。巡洋艦においては余裕があるため、より大型・大出力のAN/SPS-48が搭載された。いずれもSバンドで動作し、探知距離は400km程度である。
なお、フランス海軍のカサール級駆逐艦においてはDRBJ-11Bが使用されているが、これはパッシヴ・フェーズド・アレイ・レーダーである。Sバンドで動作し、探知距離は190km程度と言われている。

### 対空捜索レーダー
多くの場合、ターター・システム搭載艦では、三次元レーダーに加えて二次元レーダーも搭載される。これは、三次元レーダーを補完して遠距離での捜索・警戒を行うもので、アメリカではAN/SPS-40（のちにはAN/SPS-49）が、海上自衛隊ではOPS-11が搭載される。
ただし、アメリカのブルック級ミサイルフリゲートやスペインのバレアレス級フリゲートは、艦が小型で余裕が少ないため、この種のレーダーは搭載していない。

### 戦術情報処理装置
これは、オペレーターとともに半自動のマン-マシン-システムを構成し、レーダーなどセンサーからの情報を受けとって、目標の脅威度判定などの意思決定を担うものである。初期の艦においてこの役割は、CICのオペレーターにより、完全手動・完全人力で行われていた。
のちにターターD・システムにおいて、海軍戦術情報システム（NTDS）との連接・統合により、対空対処における意思決定の迅速化を実現されるとともに、統合戦闘システムの嚆矢となった。

### 武器管制システム

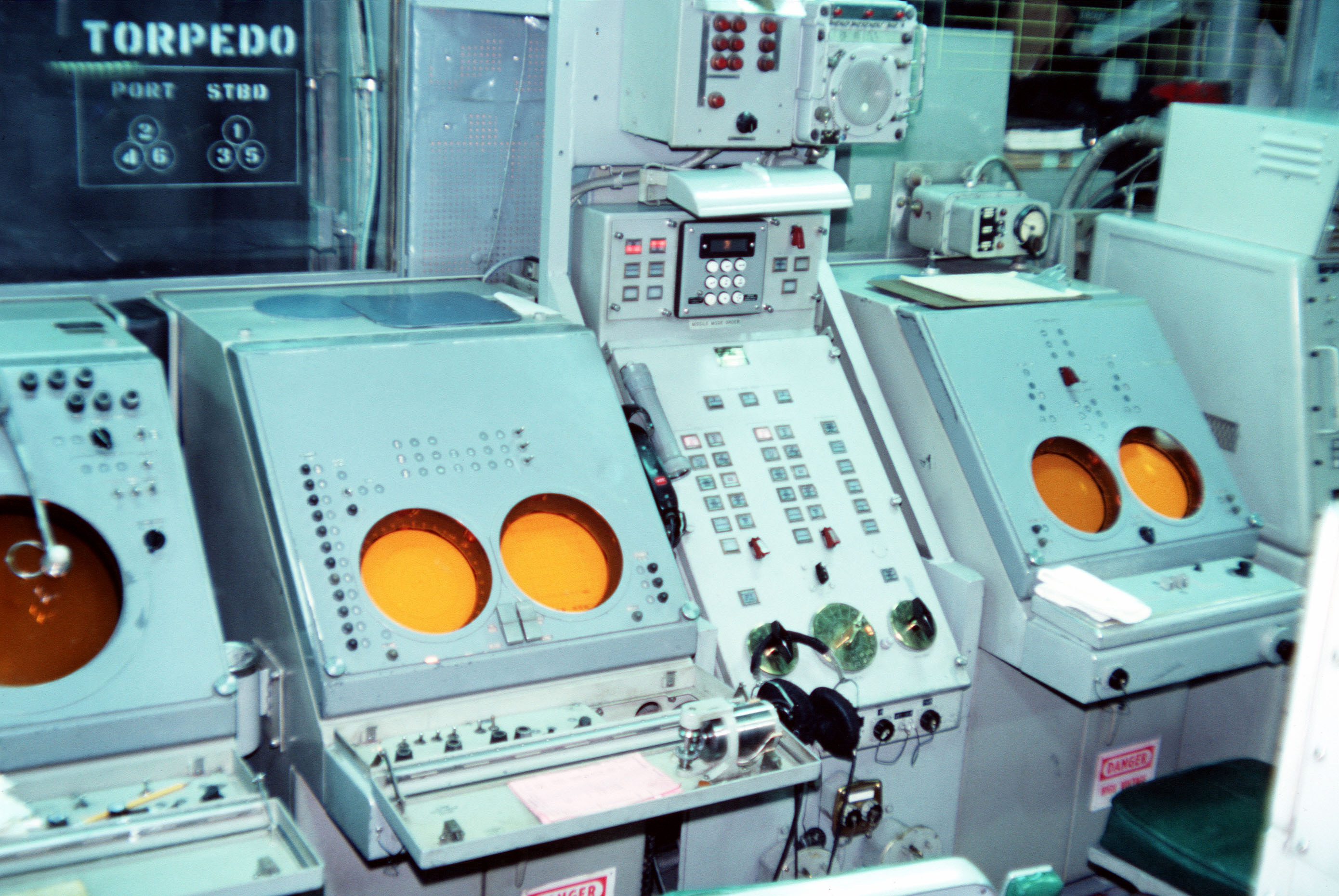
アダムズ級での搭載例、左からTSTC、WAC、WCP、DACの各コンソール

オペレーター、または戦術情報処理装置による脅威度の判定ののち、それを含めた目標の情報・諸元を記憶・管理し、兵器割り当ての自動処理を行い、射撃管制システムに攻撃を指令するものである。WDE (Weapons Direction Equipment) を中心として構築されたシステムである。
初期のターター・システムではアナログ式のウェスタン・エレクトリック製Mk 4が使われていたが、のちにこれは、海軍戦術情報システムとの連接に対応した、デジタル式のMk 11によって代替された。ターター-D・システムでは、海軍戦術情報システム、またはそれに準じた意思決定機能を有する戦術情報処理装置が導入されたことからWDS (Weapons Direction System) またはWCS (Weapons Control System)と呼ばれており、就役当初はMk 13が、NTU改修艦ではMk 14が使用されている。

### 射撃指揮システム
ターター・システムの中核として、艦対空ミサイルによる攻撃を直接になうのが射撃指揮システム（FCS）で、ミサイル用 (MFCS)としては、わずかな例外を除いては、一貫してMk 74が用いられている。初期のターター・システムではmod 1～3が、ターター-Dではmod 4, 5が用いられ、さらに初期型ターターをデジタル化改装した際にはmod 6, 8が用いられた。また、のちには強化型のmod 13が開発されて新造艦や改修艦に搭載され、NTU改修艦はさらにmod 15にアップグレードした。
Mk.74射撃管制システムは、Mk.73方位盤とコンピューター（初期はアナログ式のMk.118、のちにデジタル式のMk.152（UNIVAC 1219））、AN/SPG-51レーダーによって構成される。たいていMk 74は2セット搭載されるが、船体が小型のブルック級/バレアレス級フリゲートや、既存のフォレスト・シャーマン級駆逐艦を改装しターター・システムを組み込んだジョン・ポール・ジョーンズ級ミサイル駆逐艦では1セットしか搭載しない。

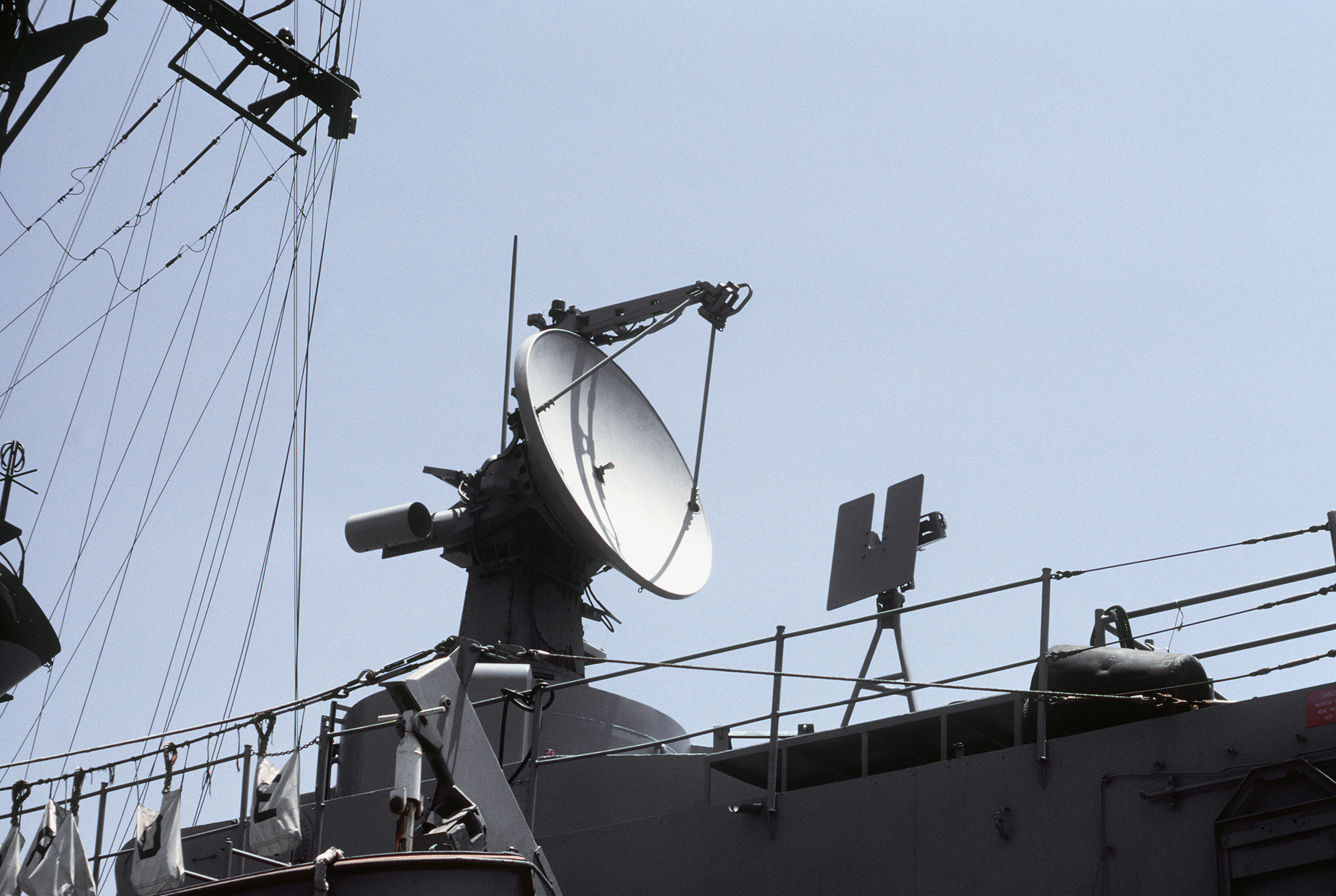
ブルック級ミサイルフリゲートのAN/SPG-51Cイルミネーター

AN/SPG-51は、Cバンドで目標を追尾し、Xバンドでイルミネーターとして誘導用の連続波を照射するデュアル・バンド・レーダーであり、ターター-D・システムでは従来のものと比して出力が5倍増強されたD型が使用されている（ただしD型開発後も、イタリアや日本などへの輸出型では、C型が継続使用されている）。SM-1搭載艦では、これの搭載数が、同時に交戦可能な目標数を直接に決定する。ただし、NTU改修によってSM-2運用能力を与えられた艦については、この限りではない。
また、砲射撃指揮システム (GFCS)も連接される。ターターではMk.68、ターター-DではMk.86が使用されるが、日本艦では国産のシステムが使用される。たちかぜ型護衛艦1番艦/2番艦では72式射撃指揮装置1型A (FCS-1A)が、3番艦およびはたかぜ型には射撃指揮装置2型22 (FCS-2-22)が搭載されている。なお、バレアレス級フリゲートのMk 68 GFCSに連接されたAN/SPG-53や、Mk 86 GFCSに連接されたAN/SPG-60は、ミサイル誘導用の連続波照射能力も有している。

### 誘導ミサイル発射システム (GMLS)

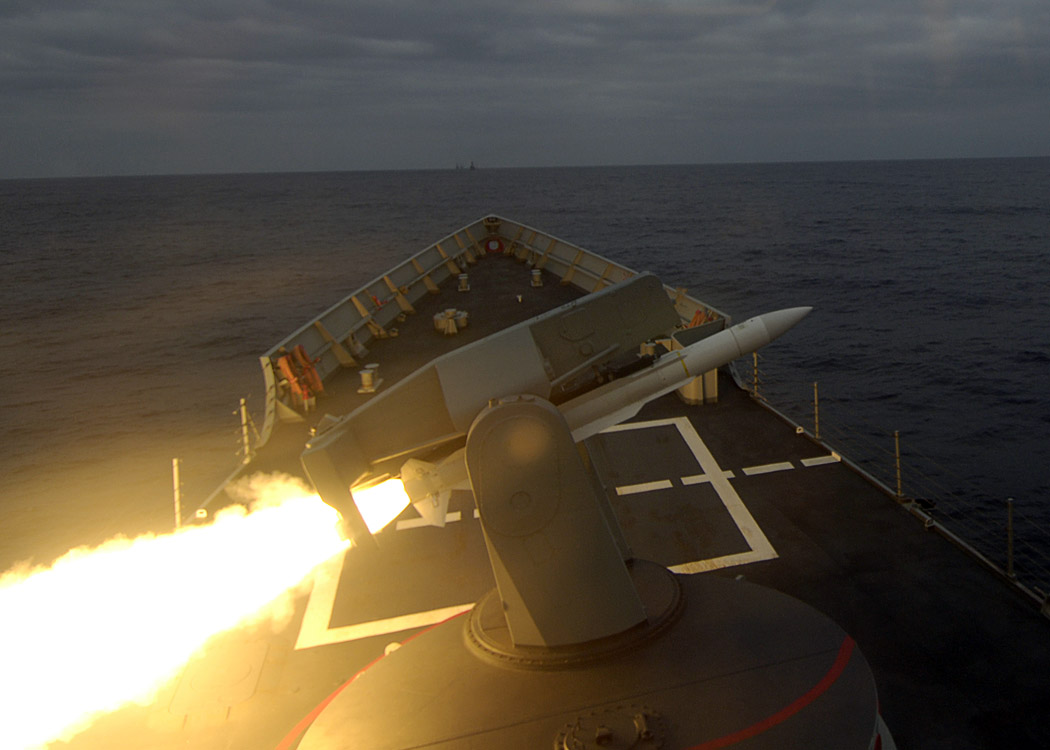
サンタ・マリア級フリゲート艦上にてSM-1MRを発射するMk 13 GMLS。

最初にターター・システムを搭載した艦であるチャールズ・F・アダムズ級の前期型13隻では、連装のMk 11 GMLSが使用されていた。しかし後期建造艦10隻では単装のMk 13 GMLSに変更され、これが標準となった。Mk 13は弾庫に40発のミサイルを収容でき、SM-1であれば、8.1秒に1発の割合で連続発射することができる。ブルック級ミサイルフリゲートやスペインのバレアレス級フリゲートが搭載するMk 22はMk 13の軽量・簡易型である。Mk 13は、のちにハープーン艦対艦ミサイルの発射も可能なように改良された（mod 4より）。
また、キッド級ミサイル駆逐艦やバージニア級原子力ミサイル巡洋艦では新型の連装発射機であるMk 26 GMLSが使用される。これはターター/スタンダードMRに加えてアスロックの運用も可能になっている。収容弾数などに応じて3つのバージョンがあり、mod 0では24発、mod 1では44発、mod 2では64発のミサイルを収容できる。なお、Mk 26は最初期のイージス艦であるタイコンデロガ級ミサイル巡洋艦の1番艦から5番艦においても引き続いて使用されていたが、現在では中華民国海軍に譲渡されたキッド級ミサイル駆逐艦を除いて全て退役した。

### 艦対空ミサイル
ターター・システムはもともと、その名の通り、対空ミサイルとしてはRIM-24ターターを使用していた。その後、ターターは改良型ターター（Improved Tartar: IT）を経て、RIM-66スタンダード1型（SM-1MR）に発展した。これはいずれもセミ・アクティヴ・レーダー・ホーミング方式で、射程はRIM-24Aターターで16.1km、RIM-66B SM-1MRで46kmである。
その後、NTU改修を受けた艦は、新型のスタンダード・ミサイル2型（SM-2）の運用が可能になった。これは、発射してから目標に接近するまでの中途航程に慣性誘導・指令誘導を導入している。飛翔中のミサイルは慣性誘導によってコースをとり、目標に動きがあったときは適宜、AN/SYR-1コミュニケーション・リンクより指令誘導を受けることになるので、射撃管制装置はその間ほかのミサイルを誘導することができる。これによって、射撃管制装置の数以上の目標を同時に攻撃できることになったほか、より効率的な飛翔ルートをとれるようになったため、射程も増大している。

### 各世代の比較
|                | アナログ式 (ブルック級) | ターターD (カリフォルニア級) | 能力限定型 (ペリー級) | NTU改修後 (バージニア級) |
| -------------- | ----------------------- | ---------------------------- | --------------------- | ------------------------ |
| 3Dレーダー連接 | ○                       | ○                            | －                    | ○                        |
| NTDS連接       | －                      | ○                            | ○                     | ○                        |
| WDS            | Mk.4                    | Mk.11                        | Mk.13                 | Mk.14                    |
| FCS            | Mk.74 mod.2             | Mk.74 mod.4                  | Mk.92 mod.2           | Mk.74 mod.15             |
| GMLS           | Mk.22                   | Mk.13 mod.7                  | Mk.13 mod.4           | Mk.26 mod.1/2            |

## オリバー・ハザード・ペリー級ミサイルフリゲート
オリバー・ハザード・ペリー級ミサイルフリゲートは簡易型のターター・システムを搭載しており、その構成は以下のとおりである。
- AN/SPS-49二次元対空捜索レーダー
- 武器管制システムMk 13（WDS: Weapon Direction System）
- 戦術情報処理装置（JTDS: Junior Tactical Data System）
- 射撃管制システムMk 92（FCS: Fire Control System）
- 誘導ミサイル発射システム Mk 13 (GMLS: Guided Missile Launching System)
- RIM-66スタンダード・ミサイル1型 (SM-1MR)

通常、防空艦に不可欠と見なされている三次元レーダーをあえて省き、またミサイルと砲熕兵器の射撃管制をMk 92に一本化することにより、システム全体としてコンパクトかつリーズナブルになっている。ペリー級のMk 92のレーダーは、オランダのWM-28のアメリカ版（CAS: Combined Antenna System）と、AN/SPG-60レーダーの改良型（STIR: Separate Target Illumination Radar）を組み合わせたもので、同時に2目標を照射することができる。
また、オーストラリア海軍が自国でライセンスを受けて建造したアデレード級フリゲートに対して実施した近代化改修においては、Mk 41 VLSの追加装備、射撃管制システムをMk 92 Mod 12にアップグレードするなどの改修により、スタンダード・ミサイル2型 (SM-2MR)およびESSMの運用が可能となっている。

## NTU改修
タイフォン計画の頓挫を受けて、漸進的な防空能力向上策として開発されたのがターター-D・システムであるが、野心的なタイフォンのコンセプトを直接に引き継いだのがイージスシステムである。1980年代、その成果を含め、テリア・システム及びターター-D・システムに新しい技術をバックフィットして改良・近代化するNTU（New Threat Upgrade）改修が実施されることとなった。NTUプログラムによる、ターター-D・システムへの改修点は以下のとおりである。
- 海軍戦術情報システム (NTDS)をACDS（Advanced Combat Direction System）に改修
- 武器管制システム (WDS) をMk 11からMk 14に換装
- AN/SYS-2(V)1 統合自動探知追尾システム (IADTS: Integrated Automatic Detection and Tracking System)の搭載
- AN/SYR-1コミュニケーション・リンクの搭載: これはSM-2艦対空ミサイルの運用に必須である。
- 2次元レーダーをAN/SPS-49(V)5に換装。
- 3次元レーダーをAN/SPS-48Eに換装。

これによって、NTU改修を受けたターター-D搭載艦はイルミネーターの数以上の目標との同時交戦が可能となり、また指揮統制能力も飛躍的に向上した。なお、NTU改修艦は「貧者のイージス艦」と通称されている。
NTU改修はターター・システムまたはテリア・システム搭載艦の一部に施され、ターター・システム搭載艦としては、いずれもターター-D・システムを搭載しているカリフォルニア級原子力ミサイル巡洋艦やバージニア級原子力ミサイル巡洋艦、キッド級ミサイル駆逐艦が対象となった。しかし、これらの艦船はより高性能なイージスシステムを搭載したタイコンデロガ級ミサイル巡洋艦やアーレイ・バーク級ミサイル駆逐艦の就役により、1990年代までに退役することとなった。

## 搭載艦
アメリカ海軍
- チャールズ・F・アダムズ級ミサイル駆逐艦
- オールバニ級ミサイル巡洋艦
- ブルック級ミサイルフリゲート
- ジョン・ポール・ジョーンズ級ミサイル駆逐艦
- ミッチャー級駆逐艦
- カリフォルニア級原子力ミサイル巡洋艦
- バージニア級原子力ミサイル巡洋艦
- オリバー・ハザード・ペリー級ミサイルフリゲート
- キッド級ミサイル駆逐艦

 海上自衛隊
- ミサイル護衛艦「あまつかぜ」
- たちかぜ型護衛艦
- はたかぜ型護衛艦

 オーストラリア海軍
- パース級駆逐艦
- アデレード級フリゲート

 ドイツ海軍
- リュッチェンス級駆逐艦

 オランダ海軍
- トロンプ級フリゲート
- ヤコブ・ファン・ヘームスケルク級フリゲート

 フランス海軍
- シュルクーフ級駆逐艦防空改装型（ケルサン級）
- カサール級駆逐艦

 スペイン海軍
- バレアレス級フリゲート
- サンタ・マリア級フリゲート

 イタリア海軍
- インパヴィド級駆逐艦
- アウダーチェ級駆逐艦
- デ・ラ・ペンネ級駆逐艦

 中華民国海軍
- 成功級フリゲート